# Paleo-Eskimo's
Paleo-Eskimo's, pre-Thule of pre-Inuit zijn de volken die het Arctische gebied bewoonden vanaf Tsjoekotka in Rusland tot aan Groenland voor de opkomst van de neo-Eskimo's, welke de directe voorouders waren van de Eskimo-Aleoetische volkeren. De paleo-Eskimo's werden voorafgegaan door de paleo-Arctische culturen (ca. 8000-5000 v.Chr.) en de Ocean Bay- en Kodiak-tradities. De oudste bekende paleo-Eskimoculturen ontstonden rond 2500 v.Chr in Alaska. De laatste, de Dorsetcultuur, verdween rond het jaar 1500.
De Dorset verdwenen door de oostwaartse migratie uit Alaska van de Thule, de voorouders van de huidige Inuit. Genetisch onderzoek toonde aan dat deze laatsten duidelijk verschilden van de paleo-Eskimo's en zich niet of nauwelijks met hun voorgangers vermengden.
Via DNA-onderzoek werden de genen van de paleo-Eskimo's bij sprekers van de Na-Denétalen teruggevonden. De paleo-Eskimo's brachten waarschijnlijk dan ook deze aan de Jenisejische talen verwante Dené-Jenisejische talen naar Amerika. Een deel van deze paleo-Eskimo's verliet zuidwaarts het poolgebied van Alaska en werden als Na-Dené-sprekers de voorouders van volkeren als de Dineh (Navajo) en Apachen.

## Paleo-Eskimoculturen (2500 v.Chr. - 1500 n.Chr.)
- Arctic small tool tradition, prehistorische cultuur, vanaf 2500 v.Chr., Beringstraat
  - Pre-Dorsetcultuur, oostelijke Arctis, 2500–500 v.Chr.
  - Saqqaqcultuur, Groenland, 2500–800 v.Chr.
  - Independence I-cultuur, Noordoost-Canada en Groenland, 2400–1800 v.Chr.
  - Independence II-cultuur, Noordoost-Canada en Groenland, 800–1 v.Chr
  - Groswatercultuur, Labrador en Nunavik in Canada, 1000 v.Chr-200 n.Chr.
- Dorsetcultuur, 500 v.Chr.–1500 n.Chr., Alaska, Canada